# Nivell (instrument)

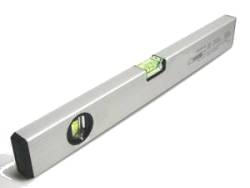
Nivell de bombolla.

Principi del nivell de bombolla

Un nivell és un instrument de mesura utilitzat per a determinar l'horitzontalitat d'una línia o d'una superfície o de determinar la diferència d'altura entre dos punts. Hi ha grosso modo tres tipus: el més antic és un triangle equilateral rectangular amb plom, el nivell amb bombolla i els nivells electrònics. Tots són basats en el principi d'utilitzar la gravetat per a determinar la vertical absoluta cap al centre de la Terra, i d'en deduir línia perpendicular, que dona aleshores l'horitzontal.
S'utilitzen tot arreu on una perfecta horitzontalitat és important: en tots els oficis de la construcció, per l'agrimensura, en instruments de pesatge o de calibratge, en trespeus de fotografia, etc. En balances i altres eines de calibratge per als quals la posició horitzontal perfecte és imprescindible, sovint s'hi incorpora un nivell fix i peus reglables. N'existeixen de diferents graus de precisió segons la necessitat de la feina.
El principi del nivell de bombolla està en un petit tub transparent i ple de líquid amb una bombolla d'aire al seu interior. La bombolla és de grandària inferior a la distància entre les dues marques. Si la bombolla es troba simètricament entre les dues marques, l'instrument indica un nivell bastant precís per a fins pràctics). El científic i diplomat francés Melchisédech Thévenot el va inventar el 1660 o 1661.

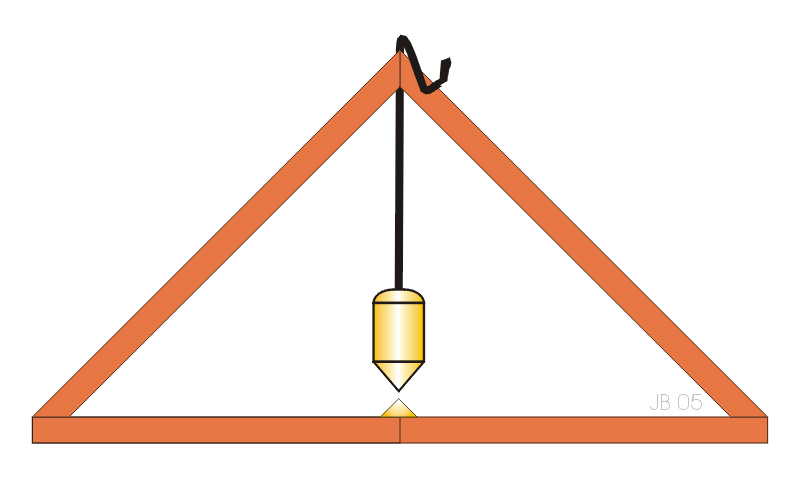
Principi dels nivells antics

 El nivell topogràfic és un instrument usat en topografia i agrimensura que, de manera anàloga a un teodolit, permet mesurar nivells i realitzar anivellaments amb precisió elevada.

## Documents
- 1441. Una de les etapes prèvies a la construcció de l'assut de Xerta-Tivenys (Tortosa), fou la presentació d'una memòria signada per Bernat Gual, Domingo Xies i Antoni Alcanyís. En aquesta relació s'indicava la mesura dels nivells de la séquia prevista des de l'assut fins a Tortosa.[6]

| « | Text original: ... livellaren ab dos livells, un de pas o de peu e altre de entreguart, ab lo qual guardaven de luny, e posaven un paper llà hon responia... | » |
| — Text actualitzat: .. anivellaren amb dos nivells; un nivell de pas o de peu (directe) i un altre nivell de mira (indirecte), amb el qual observaven de lluny; i anotaven en un paper els valors corresponents... | |   |